# Bachman-Turner Overdrive (album 1984)
Bachman-Turner Overdrive è il nono album in studio del gruppo musicale rock canadese omonimo, pubblicato nel settembre 1984.

## Tracce
1. For the Weekend – 4:20
2. Just Look at Me Now – 4:38
3. My Sugaree – 3:47
4. City's Still Growin' – 5:44
5. Another Fool – 5:29
6. Lost in a Fantasy – 4:11
7. Toledo – 4:12
8. Service with a Smile – 4:21